# Ran-D
Randy "Ran-D" Wieland (Zelanda,18 de mayo de 1981) es un DJ y productor musical neerlandés.
Ran-D lleva activo desde 2006 en la música Hardstyle, cuando lanzó su primer sencillo "D-Pression" en Special Records. Después de su debut, Ran-D pasó a publicar sus lanzamientos a través de A2 Records, que es un subsello de Scantraxx Recordz. Después de lanzar en A2 Records durante siete años, en marzo de 2015 y junto a Frequencerz, Adaro y B-Front, Ran-D fundó el sello de hardstyle Roughstate Music.
Ran-D ha lanzado versiones de "Zombie" de The Cranberries, "Living For The Moment", "Firestarter", "Nirvana", "Suicidal Superstar" con Phuture Noize, "Band Of Brothers", y "Hurricane", con el que consiguió la primera posición en el Q-dance Top 100 de 2018. 
Junto con Adaro, Ran-D compone el grupo de hardstyle Gunz For Hire, fundado en 2011. Con Gunz For Hire lanzó canciones como "Bella Ciao," "Sorrow", "Bolivia", "Plata O Plomo", "No Mercy" y "Armed & Dangerous".
Ran-D ha colaborado con otros artistas de hardstyle como Alpha2, Zatox, Zany, B-Front, Phuture Noize, Crypsis, Digital Punk y Sub Zero Project entre otros, ha tocado en Mexico, Decibel Outdoor Festival, Reverze, Q-BASE o en The Qontinent. Además, en enero de 2017, Ran-D fue invitado para ser el anfitrión de un X-Qlusive Event en colaboración con Q-Dance. El evento se hizo en el AFAS Live de Amsterdam (anteriormente conocido como el Heineken Music Hall).